# Codex Egerton Becker

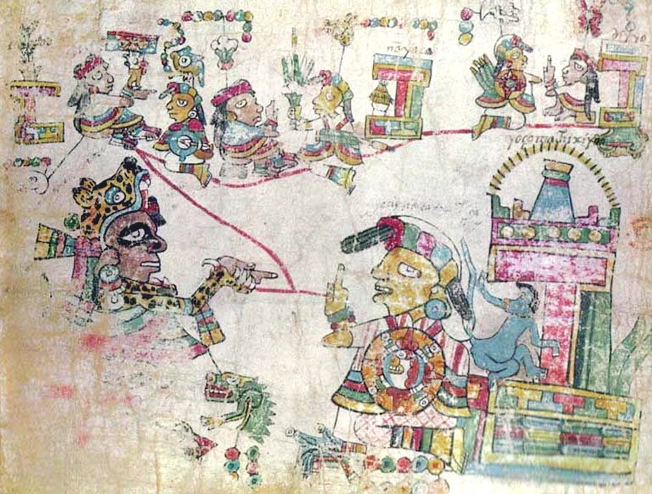
Page du codex Egerton

Le Codex Egerton Becker se compose de deux manuscrits mixtèques de la région d'Oaxaca en cuir animal, pliés en accordéon.
- Le Codex Egerton contient 32 feuillets d'une dimension de 27 x 21 cm, soit une longueur totale de  4,42 m
- Le Codex Becker se compose de 20 feuillets d'une dimension de 18 x 24,5 cm, soit une longueur totale de 4,08 m

## Données sur ce Codex
- Le Codex Egerton (ou Codex Sánchez Solis) se trouve actuellement au British Museum de Londres, et fut acquis en 1911. Le Codex Becker II se trouve à présent au Museum für Völkerkunde, en Autriche et fut acheté en 1897. Ces manuscrits coloniaux présentent sous forme picturale la généalogie des gouvernants de la région mixtèque.
- Le Codex Becker II fut publié au complet en 1961 et le Codex Egerton en 1965.